# Trensacq
 Trensacq  (en occitano Trensac) es una población y comuna francesa, situada en la región de Nueva Aquitania, departamento de Landas, en el distrito de Mont-de-Marsan y cantón de Sabres.

## Demografía
| 308 | 243 | 198 | 235 | 226 | 234 |
| Para los censos de 1962 a 1999 la población legal corresponde a la población sin duplicidades (Fuente: INSEE [Consultar]) |     |     |     |     |     |